# Oloessa cenea
Oloessa cenea là một loài bọ cánh cứng trong họ Cerambycidae.